# مزرعة الجبل الأصفر
مزرعة الجبل الأصفر إحدى قرى مركز الخانكة التابع لمحافظة القليوبية بجمهورية مصر العربية.

## السكان
بلغ عدد سكان مزرعة الجبل الأصفر 3,017 نسمة، حسب الإحصاء الرسمي لعام 2006.